# سیارک ۲۱۶۷۵
سیارک ۲۱۶۷۵ (به انگلیسی: 21675 Kaitlinmaria، نامگذاری:1999RM22) بیست و یک هزار و ششصد و هفتاد و پنجمین سیارک کشف شده‌است که در ۷ سپتامبر ۱۹۹۹ کشف شد.
قدر مطلق سیارک برابر ۹.۸ است.